# 上羽絢
上羽 絢（うえは あや、1988年11月25日 - ）は、日本のAV女優。LIGHT所属。

## 略歴
2022年5月に、アダルトビデオメーカー「マドンナ」の専属女優としてAVデビュー。
2023年11月20日、東京・三軒茶屋グレープフルーツムーンで行われたミルキーポップジェネレーション主催のライブイベント「月で逢いましょう vol.83 ニューカマースペシャル」に望月つぼみと共に初出演。上羽はAdoの「逆光」やEGOISTの「BANG!!!」などアンコール含め全4曲を歌唱した。
2023年12月、アサヒ芸能編集部による「アサ芸AV大賞2023」で、最優秀熟女受賞。
2024年10月には、「エロ美しい」をテーマにした初の写真集『上羽絢1st写真集 吐息』を双葉社から発売。
2025年2月、同年4月の撮影を最後にAV業界から引退することを発表。またイベント出演に関しても同年4月をもって最後となる。ただし作品発売は2025年11月まで続くためSNSは継続する。

## 人物
デビュー時の触れ込みは「呼吸をするだけで色気があふれ出る」美女。2024年時点で結婚10年目。5年間のセックスレスを経てデビュー。デビュー前には保育士をしていたことがあった。
元々AVは好きで興味はあったが、行きつけのバーで業界関係者と知り合い、「エロい!」「その体を活かした仕事がある」と事実上のスカウトをされた。自分に自信がなくデビューなんかできるわけがないと思っていたため、AVの仕事を紹介されても何度も断っていた。ある時、事務所から「自信がないなら、いくつかのメーカーに面接回りをすれば自分の価値が分かる」と言われ、面接周りをしてマドンナからの契約の話がもらえたことで自分の価値を知り自信がつき、それが後押しになってデビューを決めた。褐色肌もコンプレックスだったが、自分にないことを嘆くより、ありのままを認め、理想を見て学び取り入れることもAVから学んだという。デビュー後にマリリン・モンローの名言「他の誰かになりたいと思うことは、自分を無駄づかいしていること」を知り、「美とコンプレックスはとっても近い」ものだと自分の中で納得した。
デビュー前から深田えいみのファンで、作品もよく見ていた。また、デビュー後は同じメーカーの先輩女優である神宮寺ナオや水戸かな、木下凛々子などの作品を大画面テレビで細部まで見てAV女優としての参考にしている。
カメラマンの神楽坂文人は「作品では妖艶な絢さんですが、普段は意外にふにゃっとしたキャラでかわいさが滲み出ている」と人物像を表現した。
AV男優の鮫島健介は共演機会がなかったものの、「男優間でも評判が高かった」と引退を惜しむコメントを残した。

## 作品
◎はBD版発売作品。

### アダルトDVD / BD
- 呼吸をするだけで色気が溢れ出るJカップ 大型新人 上羽絢 34歳 AV DEBUT（5月10日、マドンナ）◎
- 呼吸をするだけで色気が溢れ出る大型新人、マドンナ専属『第2章』―。 汗まみれのJカップ、唾液まみれのクチビル、濃密すぎる接吻性交。（6月14日、マドンナ）◎
- Jカップ大型新人『中出し』解禁!! 夫と子作りSEXをした後はいつも義父に中出しされ続けています…。（7月12日、マドンナ）◎
- Jカップ大型新人『上羽絢』×大人気『相部屋』シリーズ!! 出張先のビジネスホテルでずっと憧れていた女上司とまさかまさかの相部屋宿泊（8月9日、マドンナ）◎
- Jカップ大型専属『初』本格NTR作品―。 「お前の奥さんに恋人のフリをして欲しいんだ…。」 親友に懇願されて最愛の妻を貸し出した僕の最悪な結末…。（9月13日、マドンナ）
- ソーププレイ初・解・禁 マドンナ大型専属Jカップが魅せる―。 身も心も相性抜群の2人―。“想い”と“唇”が重なる濃密接吻ソープ（10月11日、マドンナ）
- 取引先の傲慢社長に中出しされ続けた出張接待。 美乳専属、イイ女のスーツ『美』―。（11月8日、マドンナ）
- ヌードモデルNTR 上司と羞恥に溺れた妻の衝撃的浮気映像（12月13日、マドンナ）

- 卒業式の後に… 大人になった君へ義母からの贈り物―。上羽絢（3月14日、マドンナ）
- 永遠に終わらない、中出し輪姦の日々。上羽絢（4月11日、マドンナ）
- 上羽絢 初総集編 The First Best 3枚組12時間（4月25日、マドンナ）※単体ベスト
- 愛を確かめたくて妻と絶倫の後輩を2人きりにして3時間… 抜かずの追撃中出し計16発で妻を奪われた僕のNTR話 上羽絢（5月9日、マドンナ）
- NGR -ナガサレ- 義弟に犯され初めての絶頂を知った嫁 上羽絢（6月13日、マドンナ）
- 妻の妊娠中、オナニーすらも禁じられた僕は上京してきた義母・絢さんに何度も種付けSEXをしてしまった…。 上羽絢（7月11日、マドンナ）
- 愛する夫の為に、身代わり週末肉便器。 超絶倫極悪オヤジに、孕むまで何度も中出しされ続けて…。 上羽絢（8月8日、マドンナ）
- 自宅サロンで中年セクハラに晒されていた人妻エステティシャンの 【立場逆転】マラ抜き搾精施術―。 上羽絢（9月12日、マドンナ）
- パンストでしか射精できないM男が心底溺れる美脚キャビンアテンダント 上羽絢（10月10日、マドンナ）
- 短期バイト先の世間知らずな巨乳妻と、汗と愛液にビショ濡れてヤリまくった。 上羽絢（11月14日、マドンナ）[9]
- 四六時中、娘婿のデカチ〇ポが欲しくて堪らない義母の誘い 上羽絢（12月12日、マドンナ）[7]
- 世界一豪華な記念作!! マドンナ20周年記念 湯煙舞う中出し無制限史上初ALL専属バスツアー!! 前編 4時間OVER 2枚組!!（12月26日、マドンナ）◎

- 巨乳で美しい妻が僕の叔父にキメセク中出しで何度もエビ反り絶頂させられていた。媚薬NTR 上羽絢（1月9日、マドンナ）
- 世界一豪華な記念作!! マドンナ20周年記念 感動と絶頂のフィナーレ 湯煙舞う中出し無制限史上初ALL専属バスツアー!! 後編 ～大競’宴’はまだまだ終わらない!! 中出し無制限の大乱交!!～（1月30日、マドンナ）◎
- 人妻秘書、汗と接吻に満ちた社長室中出し性交 誰もが想い描く『理想の秘書』がここに…。上羽絢（2月13日、マドンナ）◎
- 突然のゲリラ豪雨―。 大雨で家族は帰ってこないあの日。雨晒しで濡れ透ける義姉と、幾度となく肉体を重ね合った…。 上羽絢（3月12日、マドンナ）
- 妻には口が裂けても言えません、義母さんを孕ませてしまったなんて…。 -1泊2日の温泉旅行で、我を忘れて中出ししまくった僕。- 上羽絢（4月9日、マドンナ）[7]
- 上羽絢 The 2nd Anniversary Best 3枚組12時間（4月23日、マドンナ）※単体ベスト
- 密着セックス ～夫の上司と夫の居ない温泉旅行で酒と不貞に溺れた私～ 上羽絢（5月14日、マドンナ）
- Jカップと噂の胸を弾ませ、遅刻ギリギリに出勤する人妻社員を始業直前までイカせ続ける汗だく性交 上羽絢（6月11日、マドンナ）
- 上羽絢 待望のレズ解禁!! ずっと大好きだった親友の絢が、レズ風俗で働き始めた―。 上羽絢 大島優香（7月9日、マドンナ）
- パート先は、極悪少年たちの巣窟―。 逃げ場無き4tトラックで、代わる代わる輪姦されたJカップ人妻。 上羽絢（8月13日、マドンナ）
- 中出しペアルームエステ 夫の傍で数えきれないほど 仰け反り絶頂する人妻の性感開発マッサージ 上羽絢（9月10日、マドンナ）
- 私の自慢の嫁ちゃんを晒します。 《Jカップ専属》100センチの爆乳を初『晒し』!! 上羽絢（10月8日、マドンナ）
- 夫の年下上司に専属≪乳奴隷≫として、飼い慣らされた私…。 上羽絢（12月10日、マドンナ）

- 競泳水着から零れ落ちる豊満Jカップ 水泳部顧問、教え子に廻された輪姦合宿 上羽絢（1月14日、マドンナ）
- 女上司、歪んだ刺激と躾に溺れる、SM不倫性交。 昼休みはダメな部下に躾けられて…。 専属美女の『苦しみ』という快楽を解放―。 上羽絢（2月11日、マドンナ）◎
- W秘書 どM社長を芯まで操る過密なブラック搾精スケジューリング 一乃あおい 上羽絢（3月11日、マドンナ）
- 寝取らせ串刺し輪姦 愛する妻を深奥まで犯し尽くして下さい―。 上羽絢（4月8日、マドンナ）
- ハプニングバー人妻NTR 「あなたのためよ…」と言っていた妻がいつしか群がる男たちに夢中になっていた。 上羽絢（5月13日、マドンナ）
- 専属巨乳グラマラス豪華4人共演!! 町内会の打ち上げでやってきた温泉旅行に男は僕一人だけ 欲求不満な人妻たちと過ごす2泊3日　オトナの搾精修学旅行 風間ゆみ 椎名ゆな 上羽絢 橘メアリー（6月10日、マドンナ）
- 「義母さん、子供が欲しいんでしょ?」 淡白な夫の単身赴任中、私は性欲旺盛な連れ子の裕也君に種付け中出しされ続けました…。 上羽絢（7月8日、マドンナ）
- 俺の肉便器人妻、お貸しします。 10発中出しするまで帰れない、言いなり極悪成金オヤジ宅訪問。 上羽絢（8月12日、マドンナ）

### アダルトVR
- 初VR 子供部屋おじさんの僕は兄貴の出張中 兄嫁のJカップ巨乳を舐めまくり揉みまくり好き放題できるパイズリ奴隷に仕上げてやった。上羽絢（3月24日、マドンナ）

- 超高画質8KVR初登場 上羽絢のJカップ巨乳がたわわに乱れる 妻の友人が働くマッサージ店に行ってみたら連続射精でチ〇ポがバカになるまでヌイてくれる超優良な人妻奉仕メンズエステだった!!（12月13日、マドンナ）

- デリヘル呼んだら人気嬢がまさかのダブルブッキング!? 二人から説教されながらもチ〇ポはギンギン　猛省する僕を神対応フルコースで奪い合い逆3P VR 上羽絢 水端あさみ（8月1日、マドンナ）

### アダルト配信
- 配信限定 ハメ撮り MADOOOON!!!! マドンナ専属女優の『リアル』解禁。 上羽絢（12月6日、マドンナ）

- 配信限定 ハメ撮り MADOOOON!!!! マドンナ専属女優の『リアル』解禁。SEASON2 上羽絢（5月7日、マドンナ）

### イメージDVD / BD
- 美麗なハダカ 上羽絢（2022年12月21日、スパイスビジュアル）
- 湯女美人 上羽絢（2023年9月27日、スパイスビジュアル）
- Aya 黄昏吐息 上羽絢（2024年12月19日、REbecca）◎
- 湯女美人 上羽絢 II（2025年3月26日、スパイスビジュアル）

### 写真集
- 上羽絢 1st写真集 吐息（2024年10月12日、双葉社、撮影：塩原洋）ISBN 978-4-575-31915-6 [10]

### デジタル写真集
- 34歳のエクスタシー Jカップ人妻 上羽絢（2023年3月24日、徳間書店、撮影：柳沢康太）
- 上羽絢ヘアヌード写真集「あやとり」 週刊大衆デジタル写真集NUDE : 30（2024年2月5日、双葉社、撮影：吉田裕之）[11]
- 爆乳ヌルヌル沼 上羽絢 × 羽月乃蒼（2024年7月8日、小学館、撮影：浜田一喜）[12]

## 出演

### ラジオ
- ラジオのアナ〜ラジアナ・深夜3時のヒロイン（2023年5月18日、5月25日、FM NACK5）

### ウェブドラマ
- あ・べ・こ・べround3 Hなホンネと理想のカラダ（2024年8月2日、U-NEXT ほか）[13]

### 映画
- 漁師の嫁 天然巨乳快楽漬け（2024年11月1日、オーピー映画）- ミカ 役
- 背徳酒場 熱燗熟女のうずき（2024年11月15日、オーピー映画）[14]
- ぬれぬれ残業　堕ちる人妻上司（2025年6月20日、オーピー映画）[15]

### ライブイベント
- 月で逢いましょう vol.83 ニューカマースペシャル（2023年11月20日、東京・三軒茶屋グレープフルーツムーン）[3]